# زنجیره معکوس هجا
زنجیرهٔ معکوس هجا (انگلیسی: Back-chaining) فنی است که در آموزش و فراگیری مهارتهای گویشی، به ویژه در تلفظ کلمات چند هجایی یا دشوار، به کار می‌رود.
در این روش، آموزگار، ابتدا آخرین هجای کلمهٔ مورد نظر را تلفظ می‌کند و دانش آموز، به تقلید از آموزگار، همان هجا را تکرار می‌کند. سپس آموزگار، به همین ترتیب ادامه داده، و در ترتیب معکوس، هجاهای کلمه را از آخر به اول، تلفظ کرده، و هر بار بر تعداد هجاهای متصل می‌افزاید تا کلمه به صورت کامل، تلفظ شود.

برای مثال آموزگار، در یک رویکرد ساده‌سازی، کلمه «قسطنطنیه» را با تلفظ آخرین هجا، یعنی: «یه» آغاز می‌کند و از دانش آموز می‌خواهد، تنها همین یک هجا را تکرار کند. سپس در قدم بعدی، هجای ماقبل آخر را به هجای آخر افزوده و ۲ هجای به هم پیوسته را به صورت: «نیه» تلفظ می‌کند و دانش آموز به همین ترتیب پیشرفته و به تقلید از آموزگار، همان را تکرار می‌کند. به همین ترتیب، بر تعداد هجاها افزوده شده و بعد از تمرین روی تلفظ «طنیه» و «طنطنیه»، در نهایت تمام هجاها توسط آموزگار، به صورت پیوسته و کامل و طبیعی، تلفظ شده و از دانش آموز انتظار می‌رود، عین کلمهٔ «قسطنطنیه» را با موفقیت تکرار کند.
فن زنجیرهٔ معکوس هجا، تکیهٔ طبیعی بر هجا را برای دانش آموز، آسان می‌کند؛ زیرا در یادگیری هر هجا، فرصت بیشتری دارد و در هر نوبت هجای جدید را در اول کلمه، یعنی جایی که به خاطر سپردنش آسان‌تر است، قرار می‌دهد.
از فن زنجیره معکوس هجا، می‌توان در آموزش جملات نیز بهره برداشت. به این معنی که اگر دانش آموز، در تکرار یک جمله، دچار دشواری یا تردید شود. ابتدا آموزگار کلمهٔ مشکل ساز را کشف کرده و به دانش آموز یاری می‌کند که آن کلمه را به صورت مجزا تکرار کند و سپس با اتکاء بر فن زنجیرهٔ معکوس، کلمه را با دیگر اجزاء جمله، ترکیب می‌کند تا نهایتاً دانش آموز، قادر باشد عین آن جمله را به راحتی، تکرار
گند.

## یادداشت
1. ↑  https://en.wikipedia.org/wiki/Wolfgang_Butzkamm